# Anarthria
- Commons
- Wikispecies

Anarthria R.Br. é um género botânico de plantas floríferas pertencente à família Anarthriaceae.
São plantas perenes que crescem de 5 a 80 cm de altura. As folhas são basais de tamanho médio. As flores formam uma inflorescência terminal.

## Sinonímia
- Hopkinsiaceae
- Lyginiaceae

## Espécies
- Anarthria gracilis R.Br.
- Anarthria humilis Nees
- Anarthria laevis R.Br.
- Anarthria polyphylla Nees
- Anarthria prolifera R.Br.
- Anarthria scabra R.Br.